# Libre
Libre és una cançó de l'àlbum Mi Tierra del cantant Nino Bravo. Va ser composta en 1972 per José Luis Armenteros i Pablo Herrero, adaptada a les característiques de la veu de Nino Bravo.

## Història
La primera interpretació va ser, abans de ser editada en disc, en el programa de TVE Luces en la Noche, sent comercialitzat poc després en el senzill «Libre-Vete» a l'octubre de 1972 i en l'LP Mi tierra un mes després. El tema tingué una molt alta repercussió, popularitat, reconeixement tant a Espanya com a Hispanoamèrica, sent una èxit en la història de la música internacional, existint més de 6 enregistraments televisius de «Libre» en TVE (fet a destacar, tenint en compte que el cantant moriria als pocs mesos, a l'abril de 1973), i fins i tot va ser emés en l'especial Cap d'any de 1972 de TVE quan ja estava situat en la primera posició a la llista d'èxits musicals a l'estat, i fins i tot en la llista dels números u dels 40 Principals.

## Controvèrsia sobre el seu significat
La cançó comunament és associada a Peter Fechter, conegut per ser el primer màrtir del Mur de Berlí en ser assassinat en 1962, amb 18 anys, en intentar creuar-lo.
No obstant això, Pablo Herrero, un dels seus dos compositors, va afirmar en una entrevista en Ràdio 5: "No es va inspirar en esta història. Va ser menys èpica, molt més domèstica, menys important. Açò fou producte d'una rebel·lia, d'una generació que havia nascut a Espanya just després de la Guerra i que visquerem la dictadura en plenitud i amb una forta repressió que es va estendre fins a l'any 75 que va ser quan va morir Franco. No obstant això, esta cançó és de l'any 72, ell estava encara viu. No havíem de mirar a Alemanya. Ho estàvem vivint ací. La falta de llibertat era manifesta”.
Tot i el seu èxit a Espanya, la cançó va prendre rivets polítics a Llatinoamèrica. A Xile va ser adoptada com un himne anticomunista, sent també interpretada per l'Exèrcit de Xile, i es va tornar popular entre els simpatitzants de la dictadura militar. La interpretació de la cançó per Bigote Arrocet en el Festival de Vinya de la Mar al febrer de 1974, de genolls enfront del públic (en el qual es trobava el dictador Augusto Pinochet), va resultar icònica. La historiadora de la música Katia Chornik, en estudiar la música en el Xile de Pinochet, assegura que la cançó, en estar de moda en aquella època i entre moltes altres, va ser utilitzada durant les tortures a presoners polítics durant la dictadura militar.